# Osterwald
Osterwald ist eine Gemeinde und ein Teil der Samtgemeinde Neuenhaus im Landkreis Grafschaft Bentheim in Niedersachsen. 

## Geografie

### Geografische Lage
Die Nachbargemeinden Osterwalds sind Neuenhaus, Esche, Georgsdorf, Hoogstede, Wietmarschen und Nordhorn. 

### Landschaft und Gewässer
In Osterwald befinden sich zwei Bäche: die Soermannsbecke und die Böltbecke, die später in die Lee münden. Zudem führt der Coevorden-Piccardie-Kanal durch das Gemeindegebiet.
Auf dem Gemeindegebiet Osterwalds befindet sich mit einer Fläche von rund 30 Hektar das Naturschutzgebiet Hootmanns Meer (Kennzeichen NSG WE 127).

### Gemeindegliederung
Die drei Ortsteile der Gemeinde Osterwald sind:
- Osterwald
- Alte Piccardie
- Hohenkörben (Kirchspiel Veldhausen)

## Geschichte
Der Name Osterwald tauchte erstmals in Urkunden des 14. Jahrhunderts auf. Der Name des Ortsteils Alte Piccardie geht auf Johan Picardt (1600–1670) zurück.

### Eingemeindungen
Am 1. März 1974 wurden die Gemeinden Alte Piccardie und Hohenkörben (Kirchspiel Veldhausen) eingegliedert.

## Bevölkerung
In Osterwald wird von einem großen Teil der einheimischen Bevölkerung die niederdeutsche Sprache (umgangssprachlich plattdüütsch oder auch platt/plattdeutsch) gesprochen.

## Politik

### Gemeinderat
Der Osterwalder Gemeinderat setzt sich aus elf Ratsfrauen und Ratsherren zusammen. Die Ratsmitglieder werden durch eine Kommunalwahl für jeweils fünf Jahre gewählt. Die aktuelle Amtszeit begann am 1. November 2021 und endet am 31. Oktober 2026.
| Partei                             | 2021 | 2016 |
| ---------------------------------- | ---- | ---- |
| Wählergemeinschaft Osterwald (WGO) | 11   | 11   |

### Bürgermeister
Derzeitige Bürgermeisterin Osterwalds ist Gerda Brookman, die im November 2016 neu gewählt wurde. Auch nach der Kommunalwahl  2021 ist diese Personalie unverändert.

## Wirtschaft
Die Hauptwirtschaft in Osterwald ist die Landwirtschaft. Neben der Landwirtschaft ist der zweitgrößte Wirtschaftszweig die Erdölindustrie. Außerdem befinden sich in dem Industriegebiet mehrere kleinere Betriebe z. B. Tischler, eine Fahrschule und ein Schuhgeschäft. 1943 wurde der erste Ölfund in der Gemarkung Alte Piccardie gemacht. Dies war der Beginn einer schnellen Entwicklung und die Erdölindustrie war der größte Wirtschaftsfaktor. Zu der Zeit war Osterwald eine der reichsten Gemeinden Deutschlands. Aus dieser Zeit stammt auch das Schwimmbad,  dessen Decke einstürzte und das seitdem nicht mehr genutzt wurde. Im Jahr 2017 wurde das Gebäude abgerissen.

## Verkehr
Es besteht eine regelmäßige Rufbusanbindung der Verkehrsgemeinschaft Grafschaft Bentheim (VGB) nach Georgsdorf sowie nach Veldhausen, wo es einen Anschluss an die Regionalbuslinie 20 in Richtung Hoogstede sowie Neuenhaus gibt. In Neuenhaus bestehen Anschlüsse an die Bahnlinie RB 56 in Richtung Nordhorn und Bad Bentheim sowie an die Regionalbuslinie 30 in Richtung Nordhorn.

## Sport
Außer einem Fußballplatz, der durch den BCO (Bolz-Club Osterwald) genutzt wird, gibt es eine Sporthalle, die hauptsächlich vom SV Veldhausen genutzt wird. Hier wird hauptsächlich Volleyball, Handball, Basketball und Fußball gespielt.
Seit der Fußballsaison 2008/2009 nahm die Fußballabteilung des Blau-Weiß Hohenkörben wieder aktiv an Ligaspielen teil.

## Kultur
In Osterwald gibt es ein Erdölmuseum (2014 nach Renovierung wiedereröffnet) und ein Bauernmuseum. Im Dorfgemeinschaftshaus finden neben Hochzeiten und anderen Feierlichkeiten auch Theateraufführungen oder Kindermusicals statt. Außerdem ist Osterwald auch ein beliebter Ort, um das regionale „Kloatscheeten“ auszuüben.

## Persönlichkeiten
- Heinz Rudolf Kunze (* 1956), deutscher Sänger, verbrachte einen Teil seiner Jugend und Schulzeit in Alte Piccardie[10]